# Liste von Zwischenfällen bei Air France
Die Liste von Zwischenfällen bei Air France zeigt eine Übersicht über die Zwischenfälle mit Todesfolge oder Totalschaden von Flugzeugen bei der französischen Fluggesellschaft Air France.
Für Air France sind von ihrer Gründung bis Juni 2023 insgesamt 112 Totalverluste von Flugzeugen verzeichnet. Bei 65 davon kamen insgesamt 1751 Personen ums Leben. Vollständige Liste für alle Totalschäden ab 1945:

## Unfälle

### 1940er-Jahre
- Am 10. September 1945 wurde eine Amiot AAC.1 (Kopie der Junkers Ju 52/3m) der Air France (Luftfahrzeugkennzeichen F-BAJP) auf dem Flughafen Paris-Le Bourget aus nicht bekannten Gründen irreparabel beschädigt. Über Personenschäden ist nichts bekannt.[2]

- Am 31. Oktober 1945 löste sich an einem Großflugboot Latécoère 631 der Air France (F-BANT) über der Laguna de Rocha (Uruguay) der Propeller vom linken Triebwerk Nr. 3 und schlitzte den Rumpf auf fast 3 m Länge auf. Dabei wurden zwei Passagiere getötet. Da auch ein kleines Feuer ausbrach, wurde eine Notlandung in der Lagune durchgeführt (siehe auch Flugunfall der Air France in der Laguna de Rocha).[3]

- Am 10. November 1945 wurde eine Amiot AAC.1 (Junkers Ju 52) der Air France (F-BANO) auf dem Flughafen Paris-Le Bourget aus nicht bekannten Gründen irreparabel beschädigt. Über Personenschäden ist nichts bekannt.[4]

- Am 23. November 1945 wurde eine Amiot AAC.1 (Junkers Ju 52) der Air France (F-BAKL) auf dem Flugplatz Toulouse-Montaudran (Département Haute-Garonne) irreparabel beschädigt.[5] Einzelheiten sind nicht verfügbar. Über Personenschäden ist nichts bekannt.[6]

- Am 13. Januar 1946 stürzte eine Amiot AAC.1 (Junkers Ju 52) der Air France (F-BANP) in Le Bouscat, 8 Kilometer nordöstlich des Flughafens Bordeaux-Mérignac (Département Gironde), in ein Haus, nachdem sie einen Kirchturm gestreift und dabei einen Teil der Tragfläche verloren hatte. Die Maschine befand sich auf einem Nachtluftpostflug von Paris mit mehreren Zwischenlandungen nach Bordeaux und kam zuletzt vom Flughafen Pau-Pont-Long. Wegen der schlechten Sicht überflogen die Piloten den Platz und hatten sich offenbar entschieden, dort nicht zu landen. Die beiden Piloten, die einzigen Insassen auf dem Postflug, kamen ums Leben.[7]

- Am 2. Februar 1946 wurde eine Amiot AAC.1 (Junkers Ju 52) der Air France (F-BALK) beim Start vom Flughafen in Belo sur Tsiribihina (Madagaskar) irreparabel beschädigt. Alle Insassen überlebten den Unfall.[8]

- Am 4. Februar 1946 verunglückte eine Amiot AAC.1 (Junkers Ju 52) der Air France (F-BAKO) am Flugplatz San Luis (Menorca) (Balearen, Spanien) nach einem Triebwerksausfall. Die Maschine befand sich auf einem Flug von Marseille nach Algier mit Zwischenlandung auf Menorca. Alle 19 Insassen, drei Besatzungsmitglieder und 16 Passagiere, überlebten den Unfall. Das Flugzeug wurde irreparabel beschädigt.[9]

- Am 28. Juni 1946 streifte eine Amiot AAC.1 (Junkers Ju 52) der Air France (F-BAJS) im Anflug auf den Flughafen Pau-Pont Long-Uzein (Département Pyrénées-Atlantiques) Stromleitungen und stürzte ab. Von den drei Besatzungsmitgliedern des Postfluges kamen 2 ums Leben.[10]

- Am 8. August 1946 wurde eine Amiot AAC.1 (Junkers Ju 52) der Air France (F-BAJT) auf dem Flughafen Paris-Le Bourget aus unbekannten Gründen irreparabel beschädigt. Über Personenschäden ist nichts bekannt.[11]
- Am 3. September 1946 stürzte eine Douglas DC-3A der Air France (F-BAOB) nach dem Start vom Flughafen Kopenhagen etwa 40 km südwestlich davon bei Køge ab. Alle 22 Insassen, 5 Besatzungsmitglieder und 17 Passagiere kamen ums Leben. Als Ursache wird eine Treibstoffleckage angenommen, die zu einem Triebwerksbrand führte.[12][13]

- Am 4. September 1946, nur einen Tag später, stürzte eine Douglas DC-3D der Air France (F-BAXD) nach dem Start vom Flughafen Le Bourget wenige Kilometer entfernt in eine Fabrik im Ort Le Blanc-Mesnil. Von den 26 Insassen kamen 4 Besatzungsmitglieder und 15 Passagiere sowie eine Person am Boden ums Leben.[14][15]

- Am 1. Februar 1947 kollidierte eine Douglas DC-3C der Air France (F-BAXQ) bei Peninha mit der Hügelkette Serra de Sintra 28 Kilometer westlich des Zielflughafens Lissabon-Portela. Die auf dem Flughafen Bordeaux-Mérignac gestartete Maschine befand sich im Landeanflug, als sich bei schlechtem Wetter und Dunkelheit der Unfall ereignete. Von den 16 Insassen kamen 15 ums Leben, alle 5 Besatzungsmitglieder und 10 der 11 Passagiere.[16][17]

- Am 5. März 1947 wurde eine Amiot AAC.1 (Junkers Ju 52) der Air France (F-BAKP) auf dem Flughafen Paris-Le Bourget aus unbekannten Gründen irreparabel beschädigt. Über Personenschäden ist nichts bekannt.[18]

- Am 14. März 1947 wurde eine Douglas DC-3/C-47A-90-DL der Air France (F-BAXO) 3,5 Kilometer nördlich von Château-Bernard (Département Isère) in den Berg Mont Moucherolle geflogen. Der Aufprall geschah in einer Höhe von 7500 Fuß (2286 Metern) auf einem Inlandsflug von Nizza nach Lyon. Bei diesem CFIT (Controlled flight into terrain) wurden alle 23 Insassen getötet, fünf Besatzungsmitglieder und 18 Passagiere.[19]

- Am 20. März 1947 wurde eine Amiot AAC.1 (Junkers Ju 52) der Air France (F-BAKM) auf dem Flughafen Freetown-Lungi (Sierra Leone) irreparabel beschädigt. Über Personenschäden ist nichts bekannt.[20]

- Am 30. April 1947 wurde eine Amiot AAC.1 (Junkers Ju 52) der Air France (F-BBYG) auf dem Flughafen Niamey (Niger) irreparabel beschädigt. Über Personenschäden oder weitere Einzelheiten ist nichts bekannt.[21]

- Am 4. Juni 1947 flog eine Amiot AAC.1 (Junkers Ju 52) der Air France (F-BANB) bei Gémenos (Département Bouches-du-Rhône) in bergiges Gelände. Die Maschine befand sich auf einem Frachtflug von Nizza über Lyon nach Paris. Die 3 Besatzungsmitglieder, die einzigen Insassen auf dem Frachtflug, wurden getötet.[22]

- Am 7. Juni 1947 wurde eine Amiot AAC.1 (Junkers Ju 52) der Air France (F-BAKV) auf dem Flughafen Dakar-Yoff (Senegal) aus nicht bekannten Gründen irreparabel beschädigt. Über Personenschäden ist nichts bekannt.[23]

- Am 1. Juli 1947 verunglückte eine Amiot AAC.1 (Junkers Ju 52) der Air France (F-BALF) auf einem Inlandsflug von Yaounde (Kamerun) nach Douala bei Éséka. Alle 13 Insassen, drei Besatzungsmitglieder und 10 Passagiere, kamen ums Leben. Das Flugzeug wurde zerstört.[24]

- Am 4. Oktober 1947 wurde eine Amiot AAC.1 (Junkers Ju 52) der Air France (F-BAJB) auf dem Flughafen Pau-Pont Long-Uzein (Département Pyrénées-Atlantiques) irreparabel beschädigt. Über Personenschäden ist nichts bekannt.[25]

- Am 7. Oktober 1947 wurde eine Sud-Est SE.161 Languedoc der Air France (F-BATY) durch einen Unfall bei Bone (Frankreich) irreparabel beschädigt. Nähere Einzelheiten sowie Personenschäden sind nicht bekannt.[26]

- Am 6. Januar 1948 kollidierte eine Douglas DC-3D der Air France (F-BAXC) nahe Gonesse (Département Val-d’Oise) im Anflug auf den Flughafen Paris-Le Bourget mit Bäumen und stürzte etwa 1,5 Kilometer vor dem Ziel ab. Beitragende Faktoren waren Pilotenfehler und schlechtes Wetter. Alle 16 Insassen, fünf Besatzungsmitglieder und 11 Passagiere, wurden getötet.[27]

- Am 26. Januar 1948 stürzte eine Sud-Est SE.161 Languedoc (F-BCUC) auf einem Trainingsflug etwa 8 km südlich des Flughafens Le Bourget in eine Möbelfabrik im Pariser Vorort Romainville. Alle neun Besatzungsmitglieder wurden getötet.[28]

- Am 4. Februar 1948 wurde eine Sud-Est SE.161/P7 Languedoc der Air France (F-BATK) am Flughafen Marseille-Marignane (Frankreich) als Totalschaden abgeschrieben. Nähere Einzelheiten sowie Informationen über Personenschäden sind nicht bekannt.[29]

- Am 10. Februar 1948 wurde eine Sud-Est SE.161/P7 Languedoc der Air France (F-BATH) in Paris irreparabel beschädigt.[30]

- Am 10. April 1948 verunglückte eine Douglas DC-4-1009 der Air France (F-BBDC) beim Start zu einem Positionierungsflug auf dem Flughafen Kano (Nigeria). Aufgrund eines blockierten Bugfahrwerks geriet das Flugzeug schon nach 480 Metern von der Startbahn ab, kreuzte eine andere Bahn und einen Graben, beschleunigte weiter immer noch mit Vollgas, und schlug schließlich in ein Gebäude ein. Dabei wurde von den 6 Besatzungsmitgliedern, den einzigen Insassen, eines getötet (siehe auch Flugunfall der Air France in Kano 1948).[31]

- Am 14. Juni 1948 fing eine Sud-Est SE.161/P7 Languedoc der Air France (F-BATG) auf dem Flugplatz Coulommiers (Département Seine-et-Marne) beim Betanken Feuer. Ein Pilot und die acht anderen Insassen konnten sich retten, bevor das Flugzeug komplett ausbrannte.[32]

- Am 12. Juli 1948 kam es mit einer eine Douglas DC-4-1009 der Air France (F-BBDL) auf dem Flughafen Paris-Orly (Frankreich) zu einer Bruchlandung. Die Maschine fing Feuer und brannte aus. Alle 12 Insassen, vier Besatzungsmitglieder und 8 Passagiere, überlebten den Unfall.[33]

- Am 1. August 1948 befand sich ein sechsmotoriges Flugboot des Typs Latécoère 631 der Air France (F-BDRC) auf dem Flug von Fort-de-France, Martinique, nach Port Etienne (heute Nouadhibou, Mauretanien). Das Flugboot verschwand über dem Atlantischen Ozean vor Afrika, etwa 1900 km westlich Dakar, Senegal. Einige verbrannte Wrackteile wurden später gefunden, keine Spur jedoch von den 52 Menschen an Bord (siehe auch Air-France-Flug 072).[34][35]

- Am 29. August 1948 wurde eine Sud-Est SE.161/P7 Languedoc der Air France (F-BATO) auf dem Flughafen Paris-Orly (Frankreich) bei einem Hangarbrand zerstört. Personen kamen nicht zu Schaden.[36]

- Am 23. November 1948 stürzte eine Sud-Est SE.161/P7 Languedoc der Air France (F-BATM) beim Start vom Flugplatz Toulouse-Montaudran (Frankreich) ab. Bei der Wartung waren die Seile für die Steuerung der Querruder durch die Mechaniker über Kreuz, also verkehrt herum, installiert worden. Der Testpilot wurde getötet, die anderen vier Besatzungsmitglieder überlebten (siehe auch Flugunfall der Air France bei Toulouse 1948).[37]

- Am 9. April 1949 überrollte eine Sud-Est SE.161/P7 Languedoc der Air France (F-BATU) bei der Landung auf dem Flughafen Nizza das Landebahnende und kollidierte mit einer Begrenzungsmauer. Das Flugzeug wurde irreparabel beschädigt. Alle 35 Insassen, fünf Besatzungsmitglieder und 30 Passagiere, überlebten den Unfall.[38]

- Am 20. Oktober 1949 flog eine Douglas DC-4/C-54A-15-DC der Air France (F-BBDS) 3 Kilometer vor dem Flughafen Karatschi (Pakistan) in sandiges Buschland. Diesen CFIT (Controlled flight into terrain) überlebten alle Insassen. Das Flugzeug wurde irreparabel beschädigt.[39]

- Am 28. Oktober 1949 wurde eine Lockheed L-749 Constellation (F-BAZN) auf der Azoreninsel São Miguel im Landeanflug auf den Flughafen Santa Maria in den Berg Monte Redondo geflogen. Die Maschine war auf dem Flug von Paris nach New York. Alle 48 Menschen an Bord wurden getötet (siehe auch Air-France-Flug 009).[40]

- Am 28. November 1949 wurde eine Douglas DC-4/C-54A-15-DC der Air France (F-BELO) im Anflug auf den nebelverhangenen Flughafen Lyon-Bron bei Saint-Just-Chaleyssin (Département Isère, Frankreich) gegen einen Baum auf einer kleinen Anhöhe geflogen. Der Punkt befand sich noch volle 16 Kilometer südsüdöstlich des Zielflughafens. Die Maschine stürzte zu Boden und fing Feuer. Bei diesem CFIT (Controlled flight into terrain) wurden von den 38 Insassen 5 getötet, vier Besatzungsmitglieder und ein Passagier.[41]

### 1950er-Jahre
- Am 22. Januar 1950 brannte eine Douglas DC-4-1009 der Air France (F-BBDB) auf dem Flughafen Paris-Orly (Frankreich) aus. Eine herunter gefallene, zerbrochene Glühbirne entzündete ein Sammelgefäß für Treibstoff und Öl, wodurch zunächst die linke Tragfläche Feuer fing. Personen kamen nicht zu Schaden. Das Flugzeug wurde irreparabel beschädigt.[42]

- Am 16. Februar 1950 kam eine Douglas DC-3A der Air France (F-BAOD) bei der Landung auf dem Flughafen Cotonou (Dahomey) von der Landebahn ab und wurde irreparabel beschädigt. Die drei Besatzungsmitglieder und alle Passagiere überlebten den Unfall.[43]

- Am 12. Juni 1950 flog eine aus Karatschi kommende Douglas DC-4-1009 der Air France (F-BBDE) im Anflug auf den Flughafen Bahrain 5,5 Kilometer vom Zielflughafen entfernt ins Wasser. Von den 52 Insassen wurden 46 getötet. Als beitragender Unfallfaktor wurde Übermüdung der Piloten festgestellt.[44][45]

- Am 14. Juni 1950, nur zwei Tage später, flog eine weitere aus Karatschi kommende Douglas DC-4-1009 der Air France (F-BBDM) im Anflug auf den Flughafen Bahrain ins Wasser, nur 1600 Meter vom Unfallort der zwei Tage vorher verunglückten Maschine. Von den 53 Insassen wurden 40 getötet. Als beitragende Unfallfaktoren wurde die fehlende Ausrüstung des Flughafens Bahrain mit geeigneter Nachtflugbefeuerung und Funknavigationshilfen konstatiert.[46][47]

- Am 30. Juli 1950 brach an einer Sud-Est SE.161/P7 Languedoc der Air France (F-BCUI) bei der Landung auf dem Flughafen Marseille-Marignane (Frankreich) das Fahrwerk zusammen. Alle 31 Insassen, sieben Besatzungsmitglieder und 24 Passagiere, überlebten den Totalschaden.[48]

- Am 3. Februar 1951 flog eine Douglas DC-4-1009 der Air France (F-BBDO) nahe Buea, Kamerun in 2600 Metern Höhe in einen Berg. Die Maschine war auf dem Weg von Douala nach Niamey. Alle 23 Passagiere und sechs Crewmitglieder starben.[49][50]

- Am 11. August 1951 brach nahe Moisville eine Douglas DC-3D der Air France (F-BAXB) auf einem Testflug vom Flughafen Le Bourget aus in der Luft auseinander. Alle fünf Crewmitglieder starben.[51][52]

- Am 2. Januar 1952 verunglückte eine Amiot AAC.1 (Junkers Ju 52) der Air France (F-BAMQ) in der Nähe von Andapa (Madagaskar). Von den elf Insassen (acht Passagiere und drei Besatzungsmitglieder) kamen 3 Passagiere sowie alle drei Besatzungsmitglieder ums Leben.[53]

- Am 3. März 1952 kurvte eine Sud-Est SE.161/P7 Languedoc (F-BCUM) gleich nach dem Start vom Flughafen Nizza nach links und nahm eine immer größer werdende Schräglage ein. Schließlich drehte sie sich auf den Rücken und stürzte etwa einen Kilometer nördlich des Flughafens ab. Als Ursache wurde ein blockiertes Querruder ermittelt, welches durch eine abgesprungene Steuerkette an der Steuersäule des Kapitäns verursacht worden war. Dieser Aufbau der Steuerung wurde als Konstruktionsfehler festgestellt. Bei diesem schwersten Unfall einer Languedoc wurden alle vier Besatzungsmitglieder und 34 Passagiere getötet (siehe auch Flugunfall der Air France bei Nizza 1952).[54]

- Am 7. April 1952 kam eine Sud-Est SE.161/P7 Languedoc der Air France (F-BATB) beim Start auf dem Flughafen Paris-Le Bourget von der Startbahn ab und wurde irreparabel beschädigt. Alle 23 Insassen, fünf Besatzungsmitglieder und 18 Passagiere, überlebten den Unfall.[55]

- Am 5. Dezember 1952 wurde eine Amiot AAC.1 (Junkers Ju 52) der Air France (F-BANK) auf dem Flughafen Antsirabato (Madagaskar) irreparabel beschädigt. Nähere Einzelheiten, auch über Personenschäden, sind nicht bekannt.[56]

- Am 10. April 1953 verunglückte eine Amiot AAC.1 (Junkers Ju 52) der Air France (F-BALE) am Flughafen Miandrivazo (Madagaskar) beim Start zu einem Frachtflug. Alle 4 Insassen, drei Besatzungsmitglieder und ein Passagier, wurden getötet.[57]

- Am 3. August 1953 entstanden an einer Lockheed L-749A Constellation der Air France (F-BAZS) auf einem Nachtflug von Rom nach Beirut starke Vibrationen, woraufhin das Triebwerk Nr. 3 (rechts innen) von der Tragfläche abbrach. Die Vibrationen blieben bestehen und die Flughöhe konnte nicht mehr gehalten werden. Bei Fethiye (Türkei) wurde eine Notwasserung im Mittelmeer durchgeführt, 2400 Meter von der Küste entfernt. Beim Untergang des Flugzeugs kamen 4 Passagiere von den insgesamt 42 Insassen ums Leben. Auslöser war zunächst der Bruch eines Propellerblatts mit folgender starker Unwucht. Das Wrack wurde erst im Jahr 2018 von einem Schiff der türkischen Marine entdeckt.[58]

- Am 1. September 1953 kollidierte eine Lockheed L-749A Constellation der Air France (F-BAZZ) während des Sinkfluges auf die südfranzösische Stadt Nizza mit einem Berg 80 Kilometer nördlich Nizza, Frankreich. Bei diesem CFIT (Controlled flight into terrain) wurden alle 42 Insassen getötet, 9 Besatzungsmitglieder und 32 Passagiere.[59]

- Am 3. August 1954 wichen die Piloten einer Lockheed L-1049C Super Constellation der Air France (F-BGNA) auf dem Flug von Paris-Orly zum Flughafen New York-Idlewild wegen Nebels zum Flughafen Boston aus. Rund 60 Kilometer vor dem Ziel ging jedoch der Treibstoff aus, und bei Preston City wurde eine Bauchlandung in einem Feld durchgeführt. Die Maschine brannte aus, dennoch überlebten alle 37 Insassen, 8 Besatzungsmitglieder und 29 Passagiere.[60]

- Am 25. August 1954 begann eine Lockheed L-749 Constellation der Air France (F-BAZI) bei der Landung auf dem Flughafen Gander (Neufundland, Kanada), auf der nassen Landebahn nach links zu driften. Alle Versuche der Piloten, die Maschine auf der Landebahn zu halten, misslangen und das Flugzeug rutschte nach links von der Bahn in einen 7 Meter breiten Graben. Alle 67 Insassen, neun Besatzungsmitglieder und 58 Passagiere, überlebten den Unfall. Das Flugzeug wurde irreparabel beschädigt.[61]

- Am 18. März 1955 kollidierte eine Douglas DC-3 der Air France (F-BAXL) unmittelbar nach dem Start von der Startbahn 31 des Flughafens Beauvais-Tillé mit einer Hochspannungsleitung. Neun Personen an Bord kamen ums Leben.[62]

- Am 21. September 1955 stürzte eine Douglas DC-3/C-47A50-DL der Air France (F-BCYU) beim Versuch, in dichtem Nebel auf dem Flughafen Bordeaux (Département Gironde) zu landen, in ein Feld. Das Flugzeug wurde irreparabel beschädigt. Alle drei Besatzungsmitglieder, die einzigen Insassen, überlebten den Unfall.[63]

- Am 24. Januar 1956 stürzte eine Douglas DC-3/C-47A-15-DL der Air France (F-BAXT) während eines Trainingsfluges auf eine Eisenbahnlinie nahe dem Flughafen Nantes (Département Loire-Atlantique). Das Flugzeug wurde zerstört. Alle fünf Besatzungsmitglieder, die einzigen Insassen, überlebten den Unfall.[64]

- Am 28. Januar 1956 streifte eine Douglas DC-3/C-47-DL der Air France (F-BCYK) beim nächtlichen Anflug auf den Flughafen Lyon-Bron (Frankreich) Telefonkabel und stürzte ab. Alle drei Besatzungsmitglieder, die einzigen Insassen auf dem Nachtluftpostflug, kamen ums Leben.[65]

- Am 12. Dezember 1956 stürzte eine in Paris-Orly gestartete Vickers Viscount 708 der Air France (F-BGNK) auf einem Trainingsflug nach Reims aus einer Höhe von 900 bis 1500 Metern nahe Dannemois ab. Als Unfallursache wird Kontrollverlust aus unbekanntem Grund vermutet. Alle 5 Besatzungsmitglieder kamen dabei ums Leben.[66]

- Am 8. April 1957 verlor eine Douglas DC-3/C-47B-5-DK der Air France (F-BEIK) beim Start vom Flughafen Biskra (Algerien) an Höhe und stürzte 800 bis 1600 Meter vom Flughafen entfernt ab. Nach Berichten war das Triebwerk Nr. 1 (links) ausgefallen. Alle 32 Insassen, fünf Besatzungsmitglieder und 27 Passagiere, kamen ums Leben.[67]

- Am 2. November 1957 wurde eine Douglas DC-4/C-54-DO der Air France (F-BHKY) auf dem Flughafen Toulouse-Blagnac (Département Haute-Garonne, Frankreich) durch ein Feuer irreparabel beschädigt. Personen kamen nicht zu Schaden.[68]

- Am 6. Dezember 1957 verunglückte eine Lockheed L-1049G Super Constellation der Air France (F-BHMK) bei einem nächtlichen Trainingsflug auf dem Flughafen Paris-Orly. Bei sehr schlechten Sichtbedingungen stürzte das Flugzeug auf die Landebahn und brannte aus. Alle 6 Besatzungsmitglieder überlebten.[69]

- Am 8. Januar 1958 stürzte eine Douglas DC-3A der Air France (F-BAOA) bei einem Trainingsflug auf dem Flughafen Poitiers-Biard (Département Vienne) ab. Aus einem Anflug mit nur einem laufenden Triebwerk musste durchgestartet werden, weil das Fahrwerk für die Landung nicht rechtzeitig verriegelt war. Beim Gasgeben drehte die Maschine nach rechts weg und stürzte in eine Gebäudegruppe. Alle 8 Insassen, sechs Besatzungsmitglieder und zwei Passagiere, überlebten den Unfall.[70]

- Am 20. April 1958 verunglückte eine Douglas DC-4/C-54A-1-DO der Air France (F-BELK) beim Versuch der Landung auf dem Flughafen In Salah (Algerien). Mitten in einem Sandsturm kollidierte das Hauptfahrwerk mit einer felsendurchsetzten Sanddüne, riss ab und nahm dabei auch die beiden inneren Triebwerke Nr. 2 und 3 mit, was zu einer Bauchlandung führte. Das Flugzeug wurde irreparabel beschädigt. Alle Insassen überlebten den Unfall.[71]

- Am 31. Mai 1958 verunglückte eine Douglas DC-3/C-47A-85-DL der Air France (F-BHKV) südlich von Molière, heute Bordj Bounaama (Algerien) auf einem militärischen Charterflug von Algier nach Colomb-Bechar. Alle 15 Insassen, drei Besatzungsmitglieder und 12 Passagiere, kamen ums Leben.[72]

- Am 24. Dezember 1958 verunglückte ein Lockheed L-749 Constellation (F-BAZX) nahe der österreichischen Ortschaft Klein-Neusiedl. Die Maschine wurde zerstört, alle 34 Insassen überlebten (siehe auch Air-France-Flug 703).

- Am 30. April 1959 geriet eine Douglas DC-3/C-47B-1-DK der Air France (F-BAII) bei der Landung auf dem Flughafen Poitiers-Biard (Département Vienne) von der Landebahn ab und wurde irreparabel beschädigt. Alle Besatzungsmitglieder, die einzigen Insassen auf dem Frachtflug, überlebten den Unfall.[73]

### 1960er-Jahre
- Am 29. August 1960 stürzte nahe dem Flughafen Dakar-Yoff eine Lockheed L-1049G Super Constellation (F-BHBC) auf dem Flug von Paris über Monrovia nach Abidjan bei ungünstigem Wetter während des zweiten Landeversuchs zum Zwischenstopp in Dakar ins Meer. Alle 63 Insassen starben. Eine Ursache konnte nicht ermittelt werden (siehe auch Air-France-Flug 343).[74]

- Am 10. Mai 1961 stürzte eine Lockheed L-1649 Starliner (F-BHBM) auf dem Flug von Fort Lamy nach Marseille etwa 100 km nördlich von Edjele (Algerien) vermutlich nach einem Sprengstoffanschlag über der Sahara ab. Das Heck der Maschine wurde in 1,5 Kilometer Entfernung vom Hauptwrack gefunden. Alle 78 Personen an Bord starben (siehe auch Air-France-Flug 406).[75]

- Am 27. Juli 1961 wurde mit einer Boeing 707-328 der Air France (F-BHSA) auf dem Flug von Paris-Orly über Hamburg nach Anchorage und Tokio zunächst auf dem Flughafen Hamburg-Fuhlsbüttel eine Zwischenlandung durchgeführt. Beim späteren Start bemerkte der Kapitän, dass das Flugzeug zur Seite zog. Er brach den Start daraufhin ab, die Maschine kam beim Ausrollen von der Startbahn ab und rollte in eine daneben liegende Senke. Dabei rissen das Fahrwerk und mehrere Triebwerke ab und der Flugzeugrumpf zerbrach in drei Teile. Die erst zwei Jahre alte Maschine musste abgeschrieben werden. Alle 41 Personen an Bord überlebten den Unfall.[76]

- Am 12. September 1961 leiteten die Piloten einer Sud Aviation Caravelle III der Air France (F-BJTB) auf dem Flug von Paris-Orly nach Rabat (Marokko) den Sinkflug vier Kilometer zu früh ein. Die Maschine flog gegen einen Hügel und ging in Flammen auf. Alle 77 Insassen starben. Beitragender Faktor war die unergonomische Konstruktion des in der Caravelle installierten Kollsman-Höhenmessers.[77]

- Am 3. Juni 1962 wurde eine Boeing 707-328B der Air France (F-BHSM) bei einem missglückten Startabbruch auf dem Flughafen Paris-Orly vollständig zerstört, die sich auf dem Flug nach New York-Idlewild befand. Beim Erreichen der Abhebegeschwindigkeit gelang es den Piloten nicht, das Höhenruder weit genug für ein Abheben zu ziehen, weshalb der Kapitän den Start bei 179 Knoten abbrechen musste. Das Flugzeug überrollte mit hoher Geschwindigkeit das Startbahnende, zerbrach und fing Feuer. Von den 132 Insassen überlebten nur 2. Unfallursachen waren eine beträchtlich vertrimmte Stellung der Höhenflosse und der Ausfall des Trimmsystems (siehe auch Air-France-Flug 007).[78]

- Am 22. Juni 1962 kam eine Boeing 707-328 der Air France (F-BHST) von ihrer vorgesehenen Flugroute ab und flog im Anflug auf den Flughafen Pointe-à-Pitre auf Guadeloupe in 1400 Metern Höhe nahe Basse-Terre gegen einen bewaldeten Berg. Alle 113 Personen an Bord (103 Passagiere und 10 Besatzungsmitglieder) kamen ums Leben. Infolge eines Gewitters war es zu falschen Anzeigen des Radiokompasses gekommen (siehe auch Air-France-Flug 117).[79]

- Am 30. Juli 1962 schlug eine Douglas DC-3A der Air France (F-BAOE) beim Start vom Flugplatz Coulommiers-Voisins (Département Seine-et-Marne) mit der linken Tragfläche gegen einen Lastwagen. Die Maschine stürzte 450 Meter hinter dem Startbahnende ab. Von den acht Insassen auf dem Trainingsflug kamen 5 Besatzungsmitglieder ums Leben.[80]

- Am 26. September 1963 wurde eine Douglas DC-3/C-47A-30-DK der Air France (F-BHKU) auf dem Flughafen Oran (Algerien) irreparabel beschädigt. Über Personenschäden ist nichts bekannt.[81]

- Am 5. März 1968 flog eine Boeing 707-328C der Air France (F-BLCJ) im Anflug auf den Flughafen Pointe-à-Pitre auf Guadeloupe in 1200 Metern Höhe gegen einen Vulkan. Alle 63 Personen an Bord kamen ums Leben. Der Flugschreiber konnte nie geborgen und die Unfallursache nicht ermittelt werden (siehe auch Air-France-Flug 212 (1968)).[82]

- Am 11. September 1968 stürzte eine Sud Aviation Caravelle III (F-BOHB) auf dem Weg von Ajaccio auf Korsika nach Nizza mit 95 Personen an Bord ab. Als Unfallursache wird ein Feuer an Bord angegeben. Andere vertreten die These, dass die Maschine versehentlich abgeschossen wurde (siehe auch Air-France-Flug 1611).[83]

- Am 1. Mai 1969 wurde eine Douglas DC-4/C-54B-1-DC der Air France, verleast an Air Vietnam (F-BELL) auf dem Flughafen Saigon (Südvietnam) durch Feuer unbekannter Ursache zerstört. Über Personenschäden ist nichts bekannt.[84]

- Am 28. Mai 1969 verließ eine Douglas DC-4/C-54A-15-DC der Air France, betrieben für die französische Post Centre d’Exploitation Postal (F-BFCP), während des Starts vom Flughafen Paris-Orly (Frankreich) bei einer Geschwindigkeit von 60 Knoten (112 km/h) die Startbahn nach rechts. Trotzdem wurde der Start noch weitere 600 Meter fortgesetzt, bis das Flugzeug nach Kollisionen mit mehreren Hindernissen zum Stillstand kam. Der Flugingenieur hatte die Tankwahlschalter auf „Halb“ gestellt, da dies in den anderen DC-4 der Air France der Stellung „Voll auf“ entsprach. Alle drei Besatzungsmitglieder überlebten den Unfall. Das Flugzeug wurde irreparabel beschädigt.[85]

- Am 3. Dezember 1969 stürzte eine Boeing 707-328B der Air France (F-BHSZ) auf dem Weg von Santiago de Chile nach Paris kurz nach dem einer Zwischenlandung auf dem Flughafen Caracas folgenden Start etwa sechs Kilometer entfernt ins Meer. Alle 62 Menschen an Bord kamen ums Leben. Nach einem durchgesickerten Geheimbericht könnte sich eine Sprengladung im linken Hauptfahrwerkschacht befunden haben (siehe auch Air-France-Flug 212 (1969)).[86]

### 1970er-Jahre
- Am 24. Juli 1974 wurde eine Fokker F-27-200 der Air France (Luftfahrzeugkennzeichen F-BPUI) nahe dem Flughafen Nantes in den Boden geflogen, wobei alle drei Menschen an Bord bestehend aus der Besatzung ums Leben kamen (siehe auch Flugunfall der Air France bei Héric).[87]

- Am 24. Juli 1974 stürzte eine Fokker F-27 (F-BPUI) nahe Nantes ab, wobei alle drei Menschen an Bord bestehend aus der Besatzung ums Leben kamen (siehe auch Flugunfall der Air France bei Héric).[88]

- Am 12. Juni 1975 platzte an einer Boeing 747-128 der Air France (N28888) auf dem Flughafen Bombay (Indien) bei der erforderlichen 180°-Drehung am Startbahnanfang ein Reifen des Hauptfahrwerks. Während des Startlaufs platzte auch der benachbarte Reifen, woraufhin die Räder und Bremsen auf der Startbahn schleiften und ein Feuer auslösten. Ein Startabbruch mit verspätetem Abstellen der Triebwerke sowie extrem lange Verzögerungen beim Einsatzbeginn der Flughafenfeuerwehr ließen das Feuer zunehmen und führten zur Zerstörung des Flugzeugs. Alle 394 Insassen, 18 Besatzungsmitglieder und 376 Passagiere, überlebten den Unfall.[89]

- Am 7. September 1976 wurden an einer Boeing 707-328 der Air France (F-BHSH), die auf dem Flughafen Ajaccio (Korsika) stand, von sieben maskierten Personen Dynamit-Sprengladungen angebracht und gezündet. Das Flugzeug wurde irreparabel beschädigt. Über Personenschäden ist nichts bekannt.[90]

- Am 28. August 1976 wollte ein Vietnamese eine Sud Aviation Caravelle III der Air France (F-BSGZ) auf dem Flughafen Tan-Son-Nhat (Vietnam) entführen. Nach Freilassung von Crew und Passagieren zündete er zwei Handgranaten, wodurch er getötet und das Flugzeug irreparabel beschädigt wurde.[91]

- Am 12. März 1979 kollidierte eine Sud Aviation Caravelle III der Air France (F-BHRL) beim Rollen auf dem Flughafen Frankfurt (Hessen) mit einer stabilen Bau-Absperrung. Ein Tragflächenende wurde so weit aufgerissen, dass etwa 500 kg Treibstoff ausliefen. Der Kapitän hatte schwungvoll eine S-Kurve der Leitlinie geschnitten. Alle 41 Insassen, sechs Besatzungsmitglieder und 35 Passagiere, blieben unverletzt. Das Flugzeug wurde aufgrund seines Alters von 19 Jahren als irreparabel eingestuft und verschrottet.[92]

### 1980er-Jahre
- Am 17. März 1982 zerlegte sich bei einem Airbus A300B4-203 der Air France (F-BVGK) während des Starts vom Flughafen Sanaa (Nordjemen) das rechte Triebwerk. Der Start wurde rechtzeitig abgebrochen. Bruchstücke drangen in den Treibstofftank ein und lösten ein Feuer aus. Das Flugzeug wurde zerstört. Alle 124 Insassen, dreizehn Besatzungsmitglieder und 111 Passagiere, überlebten den Unfall. Die Untersuchung ergab, dass die Triebwerke des Typs General Electric CF6 zum einen Konstruktionsfehler enthielten, zum anderen die Kontrollintervalle zu lange auseinander festgelegt worden waren.[93]
- Am 2. Dezember 1985 geriet eine Boeing 747-228B der Air France (F-GCBC) nach einer zunächst normal verlaufenen Landung auf dem Flughafen Rio de Janeiro-Galeão (Brasilien) rund 2000 Meter hinter dem Bahnbeginn nach rechts von der Landebahn ab. Das Flugzeug rollte 765 Meter über Gras; beim Überrollen eines Entwässerungsgrabens und der Betonkante des Vorfelds brach das gesamte Fahrwerk zusammen. Auch auf dem Vorfeld drehte sich die Maschine über 275 Meter bis zum Stillstand, wobei die Triebwerke 2 bis 4 (links innen bis rechts außen) noch mit vollem Umkehrschub liefen und das Triebwerk 1 (links außen) entgegengesetzt mit vollem Vorwärtsschub lief, weil das Steuerkabel gerissen war. Alle 282 Insassen, 17 Besatzungsmitglieder und 265 Passagiere, überlebten den Unfall. Zum Unfall führten eine Kombination aus Übermüdung der Besatzung, Konstruktionsfehler im Triebwerktyp, Wartungsfehler bei Air France sowie Defizite im Betriebshandbuch und Training der Air France.[94]
- Am 21. Dezember 1987 wurde eine von Air Littoral betriebene Embraer EMB 120 (F-GEGH) auf einem Air-France-Flug beim Landeanflug auf den Flughafen Bordeaux schon fünf Kilometer nordöstlich des Platzes in den Boden geflogen. Dabei kamen alle 16 Insassen ums Leben. Die Crew hatte bei schlechtem Wetter Schwierigkeiten mit dem Anflug, die Maschine geriet schließlich zu tief und kollidierte mit Bäumen. Es handelte sich um einen Controlled flight into terrain (siehe auch Air-France-Flug 1919).[95]
- Am 26. Juni 1988 verunglückte ein Airbus A320-100 (F-GFKC) auf dem Flugplatz Mülhausen-Habsheim. Die Maschine führte im Rahmen einer Vorführung einen tiefen Vorbeiflug durch, gewann jedoch am Ende des Flughafengeländes nicht an Höhe, streifte einige Bäume und stürzte schließlich in einen Wald, wo sie ausbrannte. Drei von 136 Menschen an Bord starben. Es wird vermutet, dass die Maschine extrem tief und langsam flog und die Crew die für das Durchstarten erforderliche Geschwindigkeit zu spät erhöhte (siehe auch Air-France-Flug 296).[96]

### 1990er-Jahre
- Am 20. Januar 1994 entstand in einem Airbus A340-211 der Air France (F-GNIA) während eines Schleppvorgangs auf dem Flughafen Paris-Charles-de-Gaulle ein Feuer wegen der Überhitzung einer fehlerhaft in Betrieb belassenen elektrischen Hydraulikpumpe. Das Flugzeug brannte völlig aus. Personen kamen nicht zu Schaden.[97]
- Am 20. April 1998 kollidierte eine von Air France bei TAME geleaste Boeing 727-200 (HC-BSU) auf dem Air-France-Flug 422 auf dem Weg von Bogotá nach Quito aufgrund eines Pilotenfehlers mit einem Berg. Alle 53 Menschen an Bord kamen ums Leben (siehe auch Air-France-Flug 422).[98]
- Am 4. März 1999 geriet eine Boeing 737-228 der Air France (F-GBYA) auf dem Flug von Paris-Charles de Gaulle am Flughafen Biarritz seitlich von der Landebahn ab, wobei das Bugfahrwerk einknickte. Nach weiteren 400 Metern kam das Flugzeug zum Stehen. Von den 97 Insassen kam niemand zu Schaden, die Maschine musste jedoch als Totalverlust abgeschrieben werden.[99]
- Am 5. März 1999 kam es auf einer Frachtmaschine des Typs Boeing 747-2B3F der Air France (F-GPAN) im Anflug auf den Flughafen Chennai zu einer Warnung hinsichtlich des nicht ausgefahrenen Bugfahrwerks, die jedoch von der Flugbesatzung als Fehlwarnung eingeschätzt wurde. Das Flugzeug landete daraufhin mit nicht ausgefahrenem Bugfahrwerk. Während sich die fünfköpfige Besatzung retten konnte, brannte die Maschine anschließend vollständig aus, da die Flughafenfeuerwehr nicht in der Lage war, den Brand zu löschen.[100]

### 2000–2009
- Am 25. Juli 2000 stürzte eine Concorde der Air France (F-BTSC) kurz nach dem Start vom Flughafen Paris-Charles-de-Gaulle auf ein Hotel. Bei dem Unfall starben alle 109 Insassen der Maschine sowie vier Menschen in dem Gebäude. Grund war ein abgebrochenes Metallteil aus dem Triebwerk 2 einer zuvor gestarteten McDonnell Douglas DC-10 der Continental Airlines, das nun auf der Startbahn lag. Das Teil riss während des Startlaufs der Concorde einen ihrer Reifen auf, dessen Trümmer den Tank aufschlugen und ein Kabel im Radschacht kappten. Die Funken, die an dem Kabel entstanden, entzündeten das auslaufende Kerosin. Die bereits brennende Maschine war trotz der auftretenden Triebwerksstörung schon zu schnell und konnte den Startlauf nicht mehr abbrechen (siehe auch Air-France-Flug 4590).[101]

- Am 22. Juni 2003 verunglückte eine im Auftrag der Air France betriebene und aus Nantes kommende Bombardier CRJ100ER der Brit Air (F-GRJS) bei einem zu tiefen Landeanflug auf den Aéroport Brest-Bretagne. Die Maschine stürzte 2,3 Kilometer vor der Landebahn auf ein Feld und fing Feuer. Der Kapitän der Maschine kam dabei ums Leben, die 23 weiteren Menschen an Bord konnten gerettet werden (siehe auch Air-France-Flug 5672).[102]

- Am 2. August 2005 schoss ein Airbus A340-300 der Air France (F-GLZQ) in Toronto über die Landebahn hinaus und stürzte in einen Graben. Das Flugzeug brannte vollständig aus. Es waren keine Todesopfer zu beklagen (siehe auch Air-France-Flug 358).

- Am 25. Januar 2007 sollte eine Fokker 100 der Régional Compagnie Aérienne Européenne (F-GMPG) einen Air-France-Flug vom Flughafen Pau-Pyrenäen zum Flughafen Paris-Charles-de-Gaulle durchführen. Nach dem Abheben neigte sich die Maschine zunächst um 35 Grad nach links, dann um 67 Grad nach rechts und wieder um 59 Grad nach links. Die Maschine fiel durch die Flugmanöver aus einer Flughöhe von 32 Metern wieder auf die Startbahn herab und sprang beim Aufsetzen auf dieser wieder auf. Bei einer Geschwindigkeit von 160 Knoten (300 km/h) entschied der Kapitän, den Start abzubrechen. Die Maschine setzte erneut auf. Der Schub wurde zurückgenommen, die Maschine rollte 300 Meter über die Landebahn hinaus, durchbrach die Flughafenumzäunung und kreuzte eine dahinter liegende Landstraße. Das linke Hauptfahrwerk riss das Führerhaus eines LKW auf, der Fahrer wurde dabei getötet. Die Maschine rutschte anschließend über ein Feld, wobei beide Hauptfahrwerke abgerissen wurden. Unfallursachen waren Raureif auf den Tragflächen und ein zu starkes Rotieren (Anheben der Nase) (siehe auch Air-France-Flug 7775).[103]

- Am 1. Juni 2009 stürzte ein Airbus A330-200 (F-GZCP) auf dem Flug von Rio de Janeiro nach Paris über dem Atlantischen Ozean ab, wobei kein Insasse überlebte. An Bord des Flugzeugs befanden sich 216 Passagiere, darunter 28 Deutsche und 12 Crewmitglieder. Als Absturzursache gilt der Ausfall der Geschwindigkeitssensoren durch Vereisung und die darauf folgende Reaktion der Cockpitbesatzung, die durch falsche und widersprüchliche Steuerungsbefehle einen Strömungsabriss verursachte. Ein Großteil des Wracks mit Flugschreiber und Cockpitstimmenrekorder konnte erst im Jahr 2011 nach einer großangelegten Suchaktion gefunden werden (siehe auch Air-France-Flug 447).[104]

## Entführungen und Anschläge
- Am 18. Oktober 1973 entführte eine Passagierin, die Frau des französischen Filmproduzenten Georges Cravenne, eine Boeing 727-200 (F-BPJC) auf dem Weg von Paris nach Nizza. Die Maschine wurde schließlich in Marseille gestürmt und die Frau erschossen.[105]
- Am 27. Juni 1976 wurde ein Airbus A300 der Air France, der von Tel Aviv über Athen nach Paris führen sollte, nach dem Start in Athen nach Entebbe (Uganda) entführt. Israelische Sicherheitskräfte wurden in der Nacht auf den 4. Juli unerkannt nach Entebbe geflogen und konnten im Zuge der Operation Entebbe nahezu alle Geiseln befreien.[106]
- Am 28. August 1976 wurde eine Sud Aviation Caravelle (F-BSGZ) auf dem Flughafen Ho Chi Minh City/Tan-Son-Nhat entführt. Der Entführer ließ jedoch alle Passagiere und Besatzungsmitglieder frei und zündete in der Maschine zwei Handgranaten, wodurch er getötet wurde.[107]
- Am 7. September 1976 wurden an einer Boeing 707-328 der Air France (F-BHSH), die auf dem Flughafen Ajaccio (Korsika) stand, von sieben maskierten Personen Dynamit-Sprengladungen angebracht und gezündet. Das Flugzeug wurde irreparabel beschädigt. Über Personenschäden ist nichts bekannt.[108]
- Am 24. Dezember 1994 wurde ein Airbus A300B2-1C der Air France (F-GBEC) auf dem Flughafen Algier durch 4 Mitglieder der islamistischen Terroristenorganisation „GIA (Groupe Islamique Armee)“ entführt. Dort ermordeten die Entführer bereits drei Passagiere. Geplant war, das Flugzeug über Paris abstürzen zu lassen. Zwei Tage später wurde die Maschine zum Flughafen Marseille geflogen. Dort wurde das Flugzeug am Abend durch die Spezialeinheit GIGN gestürmt. Während eines 20-minütigen Feuergefechtes tötete diese die vier Entführer; einige Passagiere sowie die Piloten wurden verletzt. Das Flugzeug wurde irreparabel beschädigt (siehe auch Air-France-Flug 8969).[109]